# 肫哲
和硕公主（1612年—1648年），名肫哲。恪僖貝勒圖倫之次女，生母嫡夫人王佳氏，舒爾哈齊之孫女，努爾哈赤的姪孫女、养女。

## 生平
萬曆四十年 (1612年) 七月十六日午時出生。天命年间養於宮中，稱為「肫哲格格」。天命十一年 (1626年) 十月，下嫁蒙古科爾沁部台吉奥巴。不久奧巴獲賜土謝圖汗號。天聰六年 (1632年) 九月，額駙奥巴死後，又改嫁奧巴之子巴達禮。天聰七年 (1627年) 十二月，巴達禮賜號為「土謝圖濟農」，即副汗。天聪十年三月，土谢图济农巴达礼與肫哲格格来朝，皇太極在十里外迎接他們，並且在蒲河山设黄幄御座，肫哲格格在遠處叩拜一次。肫哲格格献上雕鞍、驼马及貂裘貂皮等物。皇太極召土谢图济农偕格格入宫，並且設大宴招待他們。
崇德二年 (1637年) 七月二十四日，「俊扎公主」受封为「國朝扎薩克公主」（和碩公主）。順治五年 (1648年) 五月，肫哲去世，享年三十七歲。肫哲有一個嫁太祖第四女穆库什之子的親姐姐，夫婦二人在顺治七年十二月一起受到阿济格连累被順治帝处死。